# 共生新星
共生新星 (symbiotic nova)は、非常に速度の遅い新星様の爆発を伴う、変光星の不規則な爆発である。共生新星は、9から11等級増光して最大で1年から数十年残り、その後元の明るさに戻る。この型の変光星は、一方が恐らくミラ型変光星である赤色巨星、もう一方が白色矮星の連星である。赤色巨星はロッシュ・ローブを満たし、そのため物質は白色矮星に移転し、熱核融合が点火し、新星様の爆発が発生するまで蓄積する。温度は最大で推定20万Kに達し、新星のエネルギー源と似ているが、矮新星には似ていない。ゆっくりとした増光は、爆発のイオン化面の拡大に時間が必要なためである。
共生新星の伴星の白色矮星は、チャンドラセカール限界未満に留まり、爆発後も白色矮星のままであると考えられている。 
共生新星の一例は、はくちょう座V1016星である。1971年から2007年まで爆発が続き、熱核爆発であることを明らかに示していた。他の例としては、や座HM星、ぼうえんきょう座RR星がある。2022年には日本のアマチュア天文家である山本稔が増光を発見したたて座のGDS J1830235-135539が共生新星であると分かった。
共生新星は、減光が非常に遅い新星（超緩新星、略号NC）であり、ぼうえんきょう座RR型星ともいう。